# Очаковская слобода
Оча́ковская слобода́ (Оча́ков) — исторический район современного Железнодорожного округа города Курска, располагающийся вдоль левого берега петляющей реки Тускари от улицы Малых (бывшей Раздельной), отделяющей Стрелецкую слободу от Очаковской, до улицы Полевой (ранее Дядин переулок), отделяющей Очаков от Цыганского бугра. Включает улицы Кожевенную, 2-ю Кожевенную, 3-ю Кожевенную, 4-ю Кожевенную, 9-го Января, Антокольского, Артёма, Курчатова, Кутузова, Минина, Очаковскую, Пожарского, Попова, Ровецкую, Тамбовскую и Чистую, а также переулки Тамбовский и Чистый.

## Происхождение названия
Название района «Очаков» происходит от располагавшейся ранее здесь Очаковской слободы, со временем вошедшей в черту города Курска. Очаковской слобода называлась из-за того, что от реки Тускари к её рукаву, Кривцу, пересекалась тремя небольшими ровцами, и вся слобода располагалась как бы на островах, а «очак» — древнерусское слово, обозначающее остров между рекой и её притоками.

## История
Изначально Очаковская слобода была приписана к мужскому Троицкому монастырю, основанному при Борисе Годунове и по его грамоте и располагавшемуся на противоположном правом берегу Тускари на высоком холме (теперь на этом месте стоит Храм Троицы Живоначальной). Жители слободы трудились во благо монастыря. В 1649 году Очаковская слобода из-под опеки монастыря перешла в государственную казну. В 1808 году эта слобода как административная единица была упразднена, а жители причислены к сословию мещан города Курска.
В XVIII веке бывшая Очаковская слобода являлась центром курского религиозного раскола. Здесь располагались две старообрядческие часовни. В тридцатых годах XIX века в ходе предпринятых мер по ослаблению раскола на месте одной из часовен была возведена Успенская единоверческая церковь, после чего бывшие очаковские старообрядцы приняли единоверие, а в 1889 году они окончательно присоединились к православию.
Район Очаков издавна был центром кожевенного производства. В XIX веке вдоль Тускари имелось около 30 кожевенных заводов, примерно 70 заведений того же профиля и большое количество кустарей-одиночек. Постепенно происходило слияние предприятий в более крупные. В середине 1910-х годов среди прочих работали два крупных кожевенных завода курских купцов Лавровых, которые после революции были национализированы и переименованы во 2-й и 3-й государственные кожзаводы, а в 1922 году они стали единым кожевенным заводом, позже названным именем рабочего Серёгина. Кожзавод был экономической основой Очаковской слободы, большую часть мужского населения которой составляли рабочие-кожевники. Благодаря основному занятию жителей бывшей слободы улицы её приобрели соответствующие названия: Сыромятная, Овчарная, 1-я, 2-я, 3-я, 4-я Кожевенные.